# 山家郵便局
山家郵便局
- （やまがゆうびんきょく） - 京都府綾部市にある郵便局。本記事で記述する。
- （やまえゆうびんきょく） - 福岡県筑紫野市にある郵便局。局番号は74044。

山家郵便局（やまがゆうびんきょく）は、京都府綾部市にある郵便局。民営化前の分類では無集配特定郵便局であった。

## 概要
住所：〒629-1263 京都府綾部市鷹栖町豊後田8
かつては集配郵便局であったが、2007年（平成19年）に集配業務を綾部郵便局へ移管し無集配郵便局となった。

## 沿革
- 1872年（明治5年）旧7月 - 山家郵便取扱所として開設[1]。
- 1875年（明治8年）1月1日 - 山家郵便局（五等）となる。
- 1885年（明治18年）8月16日 - 貯金取扱を開始。
- 1890年（明治23年）12月21日 - 為替取扱を開始。
- 1969年（昭和44年）4月11日 - 電話交換業務を綾部電報電話局に移管[2]。
- 1984年（昭和59年）2月1日 - 和文電報配達業務を綾部電報電話局に移管。
- 1984年（昭和59年）3月12日 - 綾部市東山町から同市鷹栖町に移転。
- 2007年（平成19年）3月19日 - 綾部郵便局へ集配業務を移管、無集配局となる[3][4]。郵便番号を〒629-1299から〒629-1263に変更。
- 2007年（平成19年）10月1日 - 民営化。
- 2012年（平成24年）10月1日 - 日本郵便株式会社発足。

## 取扱内容
- 郵便、印紙、ゆうパック
- 貯金、為替、振替、振込、国債
- 生命保険、バイク自賠責保険
- 地方公共団体事務（綾部市バス回数券の販売）
- ゆうちょ銀行ATM

## 周辺
- 綾部市立東綾中学校
- 綾部市立東綾小学校
- 由良川

## アクセス
- JR山陰本線 山家駅から由良川を渡って北西へ約600m（徒歩約12分）
- あやべ市民バス（上林線） 山家停留所下車
- 京都縦貫自動車道 京丹波わちICから北西へ約4.5km
- 国道27号沿い
- 駐車場あり：5台